# Valea Dăii, Mureș
Valea Dăii este un sat în comuna Albești din județul Mureș, Transilvania, România.